# Mansfeld (település)
Mansfeld, néha nem hivatalosan Mansfeld-Lutherstadt, város a németországi Szász-Anhaltban, a Mansfeld-Südharz kerületben.
Luther Márton, a protestáns reformáció elindítója itt nőtt fel, és 1993-ban a város egyike lett Németország tizenhat helységének, amelyet emiatt Lutherstadtnak neveznek.

## Földrajza
A Harz-hegységtől keletre a Wipper folyó Saale nevű bal oldali mellékfolyóján, kb. 35 km-re Hallétól északnyugatra fekszik. A szomszédos Eislebennel együtt a történelmi Mansfeld Land régió része, nagyjából megfelel az egykori Mansfelder Land kerületnek, amely 2007-ben egyesült a jelenlegi Mansfeld-Südharz kerülettel.
A Mansfeld állomás a Mansfeldbahn vasútvonal (Wipperliese), a Berlin-Blankenheim vasút egyik leágazásán, amely Klostermansfeldből Wippra irányába halad.

### Városrészek
A település jelenleg 15 körzetből (Ortschaften) áll:
| - Abberode - Annarode - Biesenrode - Braunschwende - Friesdorf | - Gorenzen - Großörner - Hermerode - Mansfeld megfelelő - Möllendorf | - Molmerswende - Piskaborn - Ritzgerode - Siegerode - Vatterode |

A korábbi Annarode, Biesenrode, Gorenzen, Großörner, Möllendorf, Piskaborn, Siebigerode és Vatterode településeket 2005-ben egyesítették Mansfelddel. Abberode, Braunschwende, Friesdorf, Hermerode, Molmerswende és Ritzgerode 2009-ben csatlakozott.

## Története
A Mansfeld házat, amelynek tagjai a szász nemességhez tartoztak, és grófként szolgáltak Hassegauban, először egy 973-as oklevél említi. A grófok építtették a Mansfeld-kastélyt, amelynek alapjai a 11. század végére nyúlnak vissza, amikor az egyik mansfeldi Hoyer V. Henrik német-római császár tábornagyaként szolgált. Az erődítmény első említése egybeesik az idősebb grófi vonal 1229-es kihalásával. A birtokokat Querfurt urai örökölték, akik szintén felvették a grófi címet, és ettől kezdve Mansfeld grófjainak nevezték magukat.

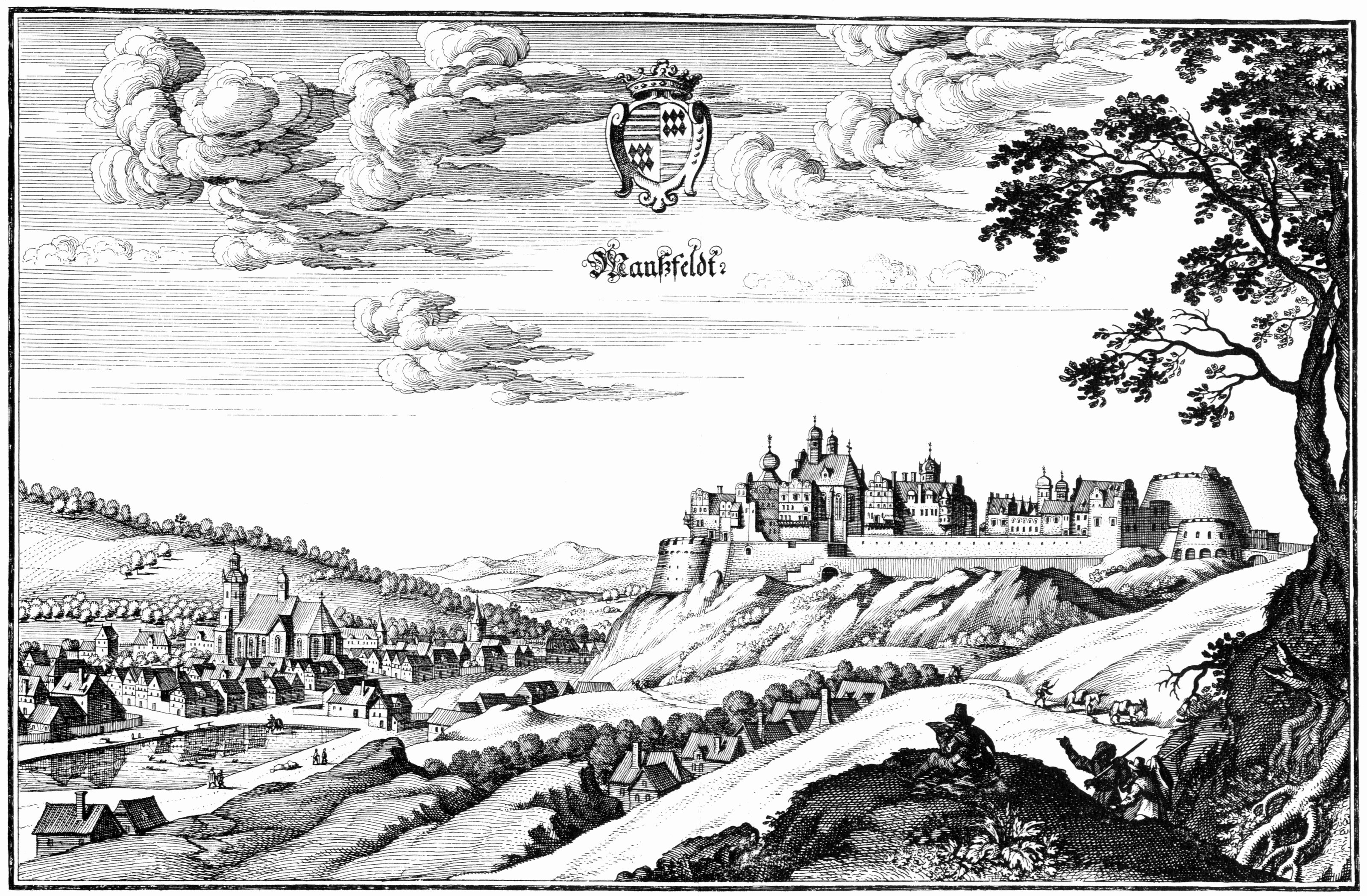
Mansfeld városa és vára, Matthäus Merian 1650-es metszetén

Mansfeld település 1400-ban kapott városi kiváltságokat, a réz- és ezüstbányászat fejlődésével, amely tevékenységben a möhrai Hans Luder, Luther Márton apját, 1484-től mansfeldi polgárt kohómesterként alkalmazta. Luther családja szerény jólétben élt, ő maga is a helyi iskolába járt 1488 és 1496 között. A ma „Luther Iskola” néven ismert épületet 2000-ben szerkezeti problémák miatt le kellett bontani és újjáépíteni. Szülői háza ma múzeum. Luther a Szent György-plébániatemplomban ministránskodott.
Mansfeld grófjai már 1580-ban elveszítették birodalmi közvetlen kapcsolódásukat, és amikor 1780-ban a komitális vonal végleg kihalt, a Mansfeld környéki birtokokat a Porosz Magdeburgi Hercegséghez csatolták. A város megőrizte önálló (Immediatstadt) státuszát, átmenetileg a napóleoni Vesztfáliai Királyság része volt, majd az 1815-ös bécsi kongresszus után a Porosz-Szász tartományhoz tartozott.

## Politika

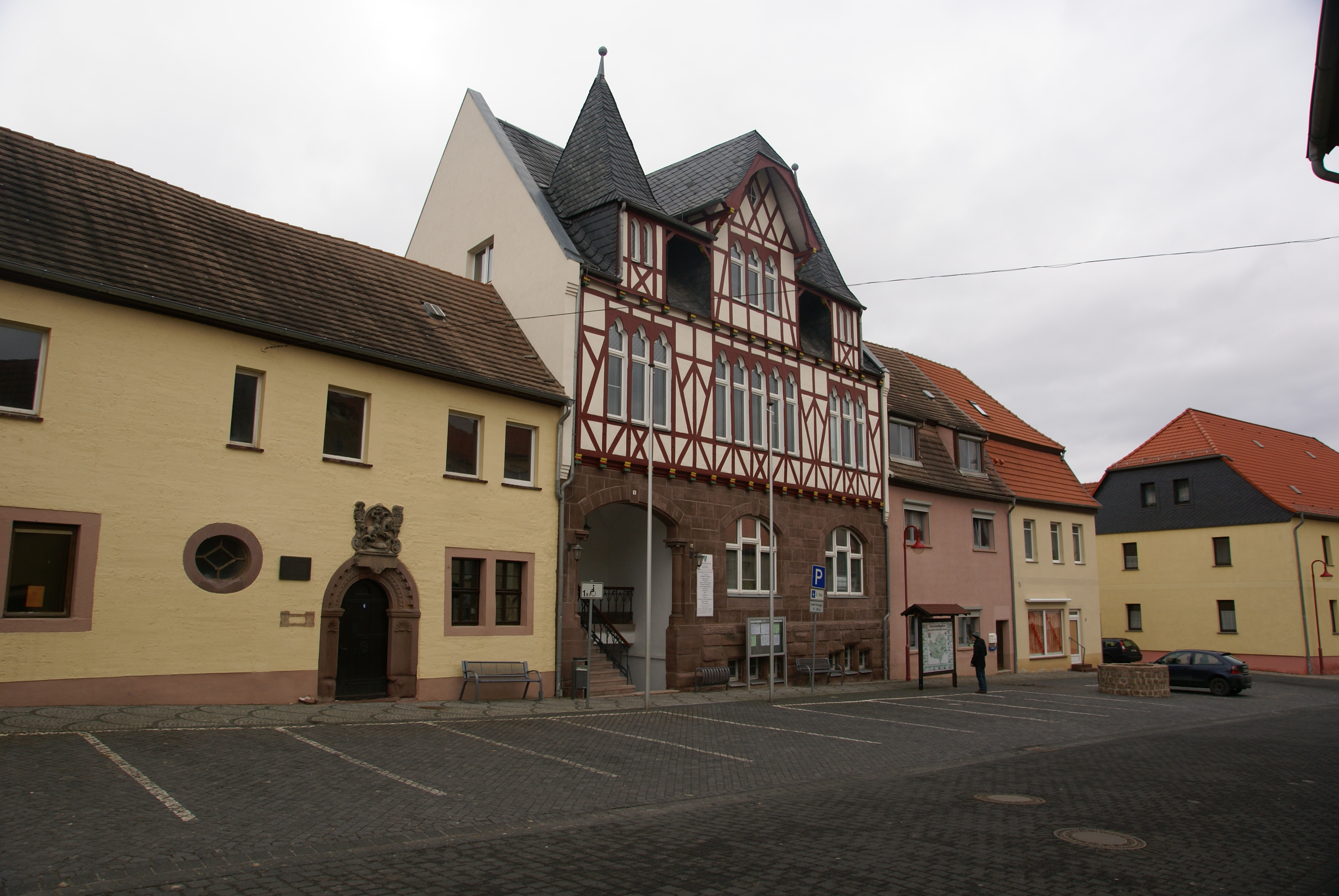
A Városháza

Pártok részaránya a városi közgyűlésben (Stadtrat) a 2014-es önkormányzati választáson:
- Németországi Kereszténydemokrata Szövetség (CDU): 5
- Németországi Szociáldemokrata Párt (SPD): 4
- Linke: 2
- Szabad szavazók: 8
- Független: 1

## Nevezetes emberek
- Nagy Szent Gertrúd 13. századi vallási misztikus apáca
- Luther Márton a protestáns reformáció vezetője, filozófus
- Johann Wigand (1523 k.–1587) evangélikus pap
- Gottfried August Bürger (1747–1794) német író, költő
- Johann Karl Ehrenfried Kegel (1784–1863) agronómus és a Kamcsatka-félsziget felfedezője
- Franz Wilhelm Junghuhn (1809–1864) botanikus és geológus
- Arthur Gaebelein (1891–1964) labdarúgó
- Wolfgang Zeller (1893–1967) zeneszerző

## Fordítás
Ez a szócikk részben vagy egészben  a   Mansfeld című angol Wikipédia-szócikk ezen változatának fordításán alapul.  Az eredeti cikk szerkesztőit annak laptörténete sorolja fel. Ez a jelzés csupán a megfogalmazás eredetét és a szerzői jogokat jelzi, nem szolgál a cikkben szereplő információk forrásmegjelöléseként.